# 町野あかり
町野 あかり（まちの あかり、1954年11月13日 - ）は、日本の女優。所属事務所はビックワンウエスト。大阪府出身。身長159cm。旧芸名はミヤ蝶代。

## 出演

### テレビドラマ
- ナニワ金融道3（1998年1月5日、フジテレビ） - 清水和枝 役
- カバチタレ！ 第7話（2001年2月22日、フジテレビ） - カスミ（太った客） 役
- 御家人斬九郎（フジテレビ）
- 学校の怪談 春の呪いスペシャル 第1話「恐怖心理学入門」（2000年3月28日、関西テレビ）
- 南町奉行事件帖 怒れ!求馬（TBS）
- 水戸黄門 (第31-38部)（TBS）
- 水戸黄門 (第39-43部)（TBS）
- 狩矢父娘シリーズ 第5作「京都・祇園祭り殺人事件」（2004年8月14日、テレビ朝日）- 保険会社の社員 役
- 科捜研の女（テレビ朝日）
  - season14 第4話（2014年11月6日） - 柏木章江 役
  - season15 第2話（2015年10月22日） - 金山杉子 役
  - season19 第6話（2019年5月23日） - 沢村市子 役
  - season21 第6話（2021年11月25日） - 石川多江子 役

### テレビその他
- クイズMr.ロンリー２（TBS）

### 映画
- 大阪物語（1999年3月27日公開） - 隣家の主婦 役
- Go！（2001年10月6日公開） - 大阪の女 役

### 映画吹替
- ローデッド・ウェポン1（1993年公開） - ビリー・ヨーク（演:ウーピー・ゴールドバーグ） 役　　※関西弁版

### Vシネマ
- 江戸むらさき特急　忠臣蔵外伝の巻（1995年） - 近所のオバハン 役

### CM
- 金鳥「どんと」（使い捨てカイロ）
- ミスタードーナツ
- トライデントシュガーレスガム（※町野が納豆風呂に入ったCMだったが、「食べ物で遊ぶな」等のクレームが相次ぎ数回で打ち切られた）